# Portes du palais royal d'Abomey

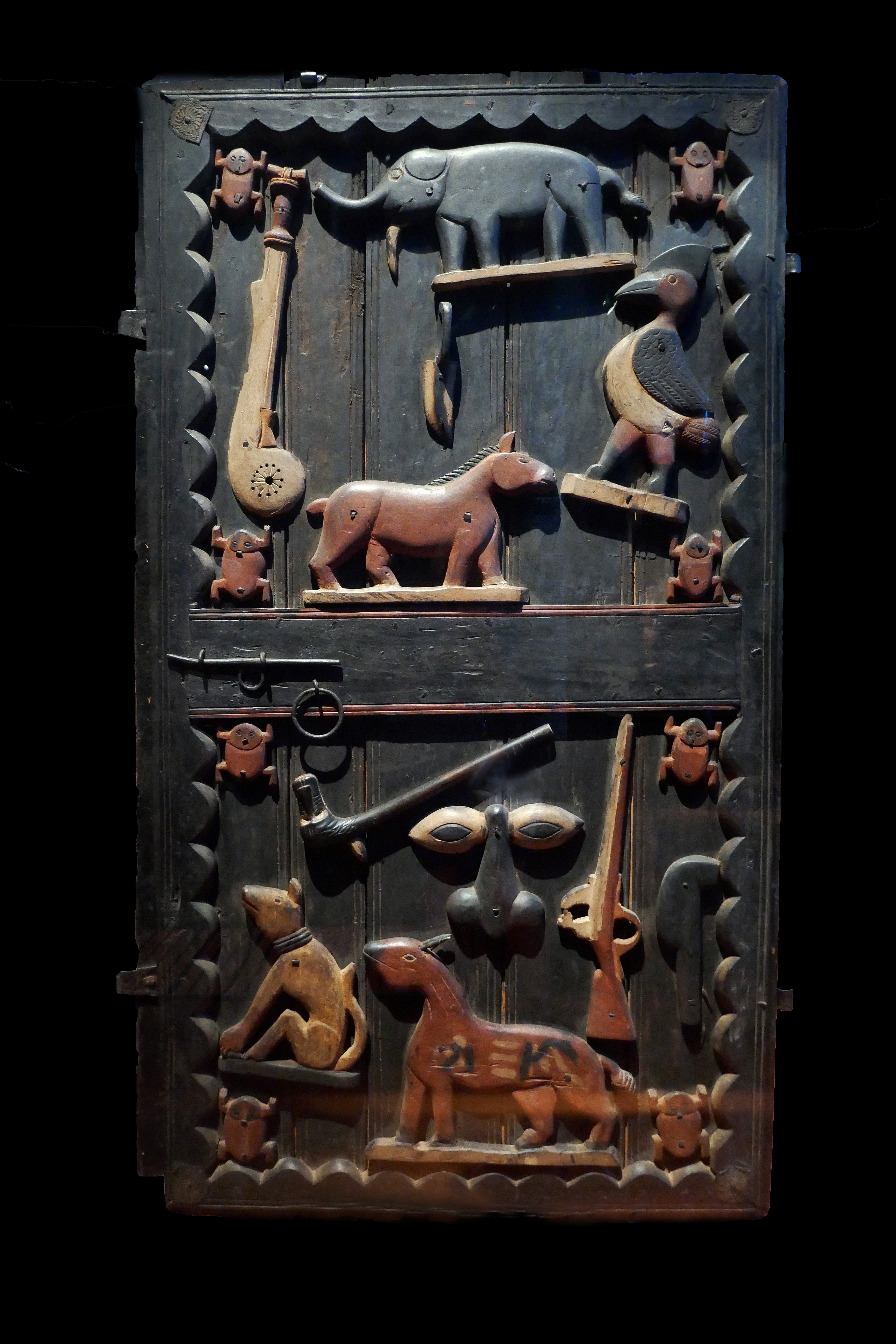
Musée du Quai Branly no 71.1893.45.4.

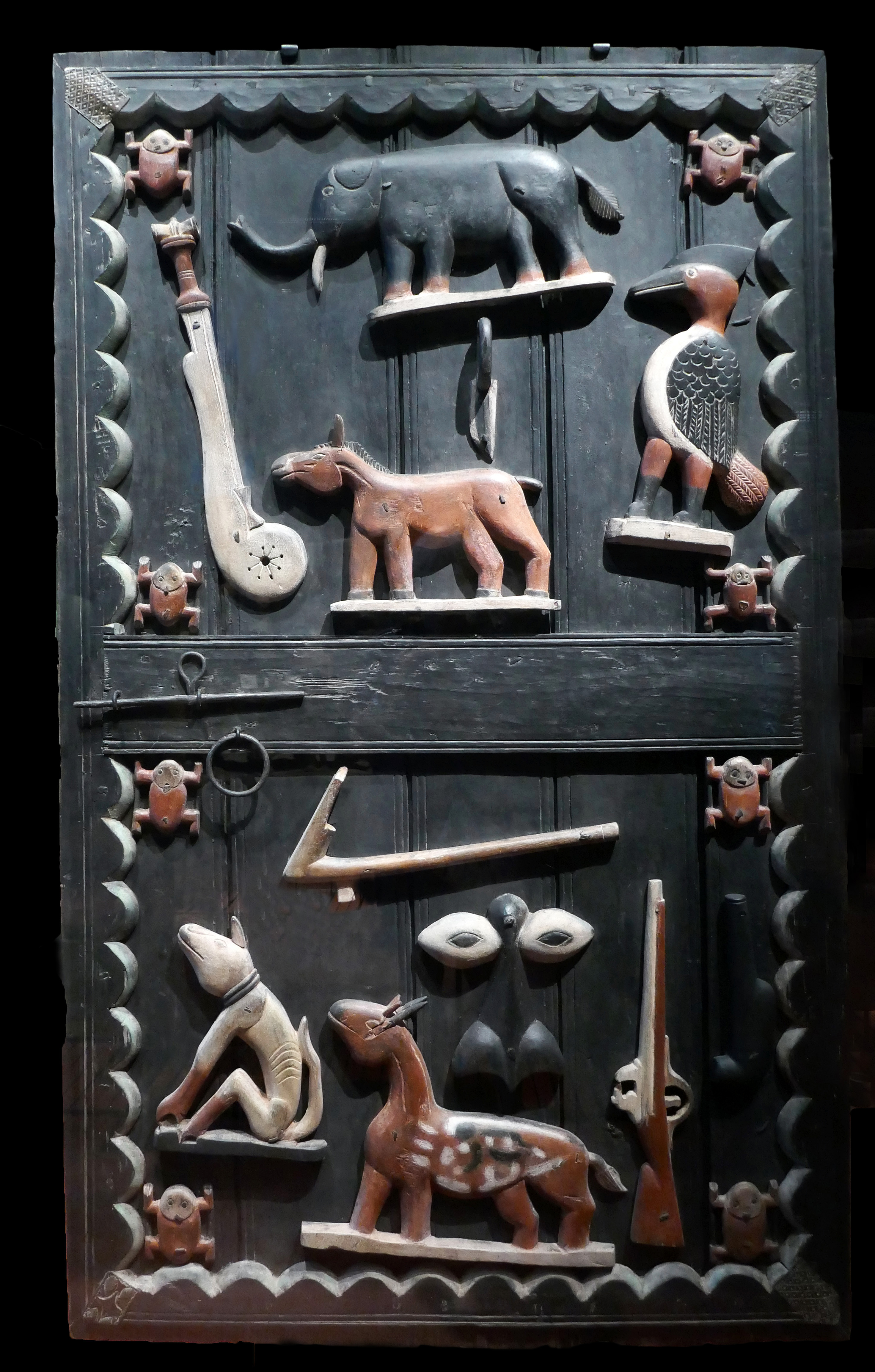
Musée du Quai Branly no 71.1893.45.5.

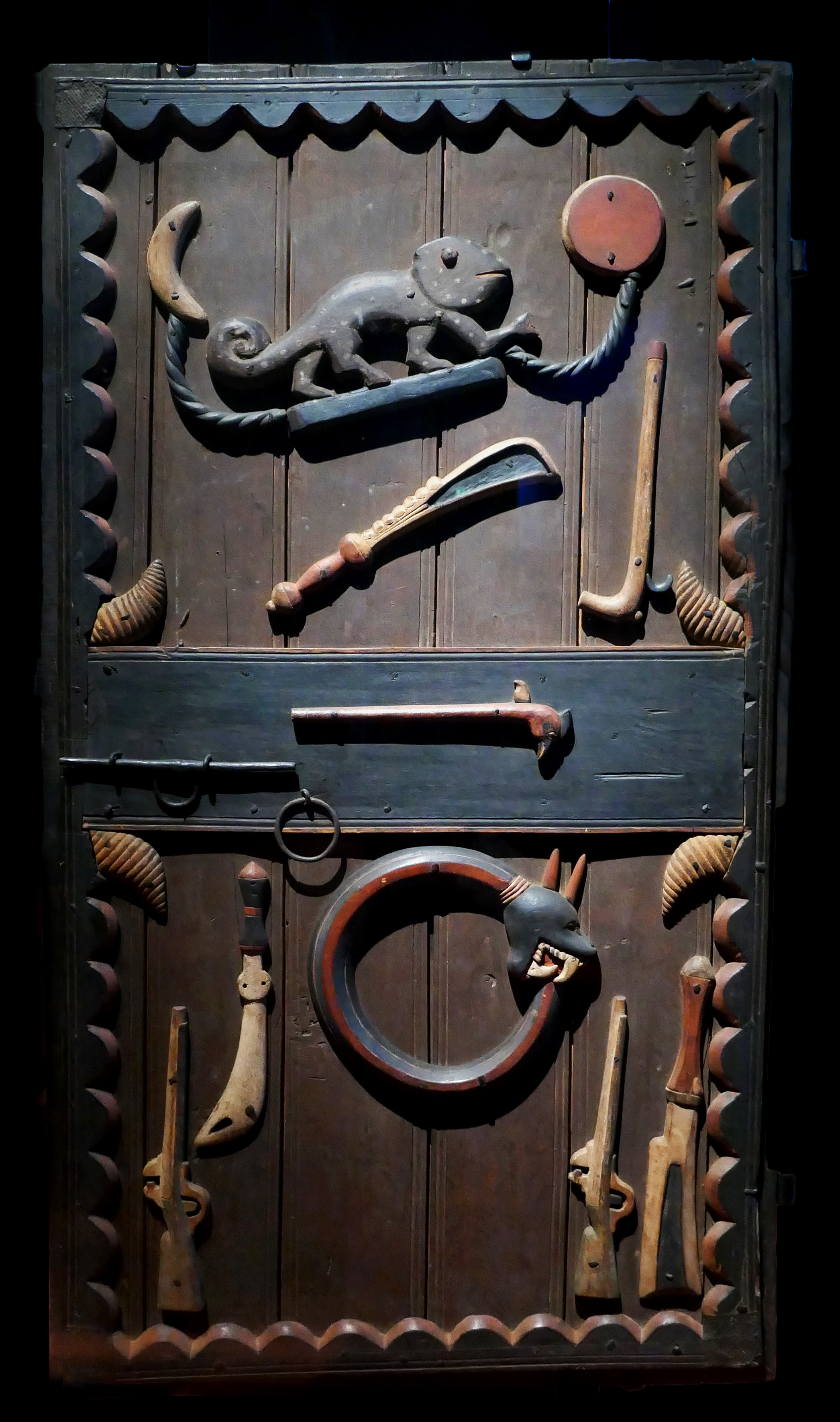
Musée du Quai Branly no 71.1893.45.6.

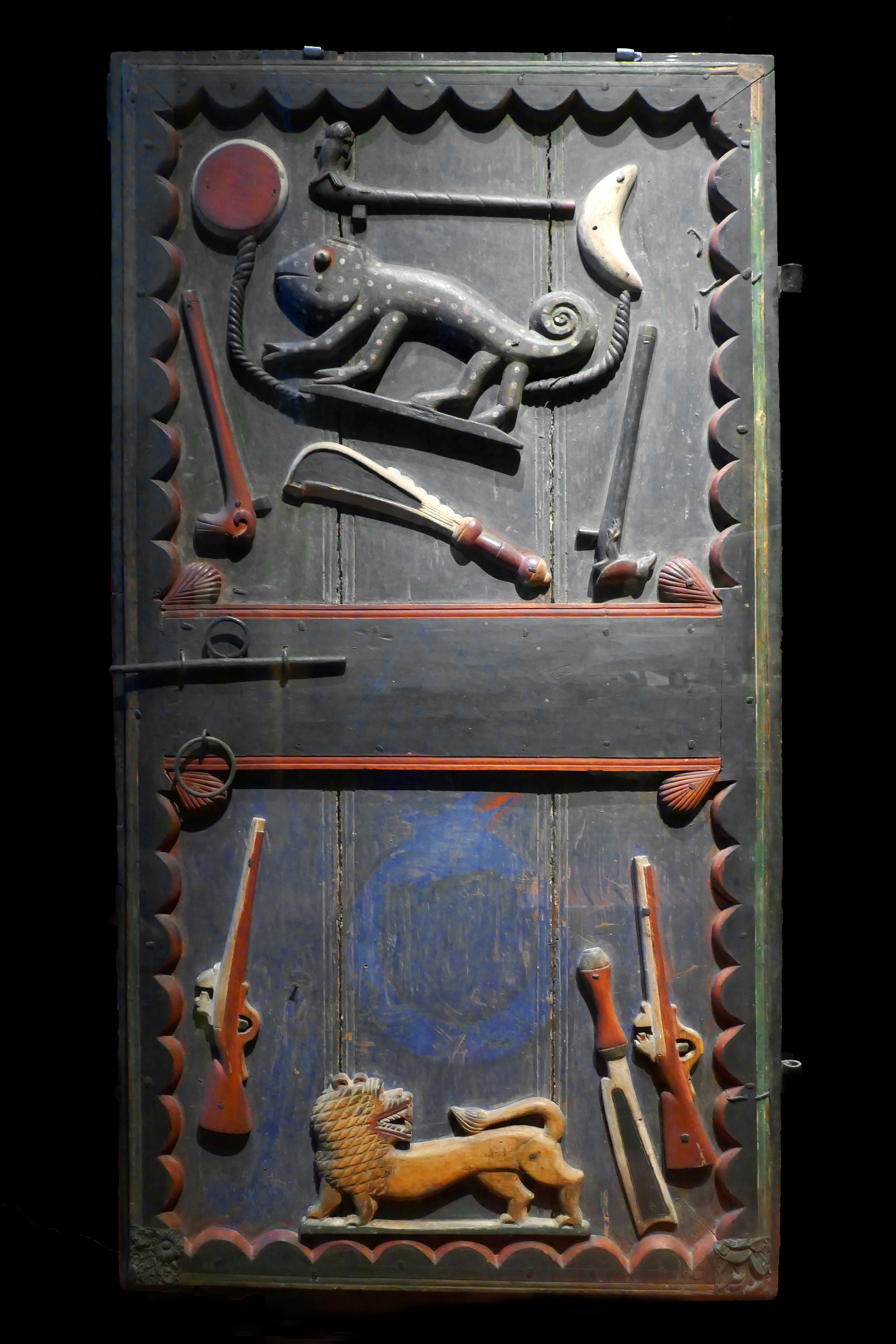
Musée du Quai Branly no 71.1893.45.7.

Les quatre portes du palais royal d'Abomey figurent parmi les œuvres les plus importantes et les plus représentatives de l'art de l'ancien royaume du Danhomè (actuel Bénin). Exposées au musée du Quai Branly, elles se rattachent au vaste ensemble patrimonial des palais royaux d'Abomey, inscrits sur la liste du Patrimoine mondial en 1985.
Les quatre portes font partie des 26 œuvres restituées par la France au Bénin en novembre 2021.

## Histoire
Les portes ont été sculptées sous le règne de Glélé (1858-1889) – à sa demande – par l'artiste fon Sossa Dede à Abomey. Elles marquaient peut-être les ouvertures du bâtiment de réception et salle de conseil du roi, l'ajalala. Selon d'autres interprétations, elles étaient destinées à son tombeau. 
En 1892-1894, le général Dodds, commandant supérieur des troupes françaises au Sénégal depuis 1890, lui-même métis par ses deux parents, entreprend la conquête du Dahomey, prend Abomey et dépose le roi Behanzin. La colonne expéditionnaire française découvre les portes sculptées dans des caches souterraines à Abomey. Alors que ce fut le cas en d'autres lieux et circonstances, l'État n'a pas ordonné la saisie de ces biens qui se serait organisée « spontanément », « soit par tradition militaire, soit en raison de l'émerveillement des hommes qui s'emparent des objets pour les emporter en France ». Le général Dodds les remet au musée d'ethnographie du Trocadéro (futur musée de l'Homme) à Paris, où elles sont enregistrées à l'inventaire en 1893. 
En février 1894, le journaliste Guy Tomel (1855-1898) publie ses observations  dans Le Monde illustré : « Les quatre portes proviennent du palais royal d'Abomey. Behanzin et ses fidèles y attachaient sans doute une haute valeur, car, au moment de la prise de la ville, ils les avaient enfouies dans le sol. Nos soldats les ont heureusement déterrées, et maintenant qu'elles ont été soigneusement nettoyées, on peut les admirer dans un état de parfaite conservation  ». 
En 2003, les collections extra-européennes du musée de l'Homme sont transférées au musée du Quai Branly en gestation. À l'ouverture du nouveau musée en 2006, les portes du palais d'Abomey y sont exposées dans des vitrines sur le plateau Afrique (AF 066).
En 2016, en réponse à une demande de restitution formulée par Aurélien Agbénonci, ministre béninois des Affaires étrangères et de la Coopération, le président français Emmanuel Macron confie à Felwine Sarr et Bénédicte Savoy une mission sur ce sujet, dont les conclusions sont publiées en novembre 2018. Les quatre Portes du palais royal d'Abomey figurent parmi les suggestions de restitution de ce rapport.
Les modalités précises de ce transfert ne sont pas arrêtées immédiatement, car les autorités béninoises préfèrent attendre l'achèvement d'un nouveau musée, annoncé pour 2021.
Par loi n°2020-1673 du 24 décembre 2020, vingt-six œuvres provenant d'Abomey, dont les portes du palais royal, cessent de faire partie des collections nationales placées sous la garde du musée du Quai Branly - Jacques-Chirac pour être transférées à la République du Bénin dans le délai d'un an.
Le 9 novembre 2021 l'acte de transfert de propriété des œuvres  a été signé entre les deux pays, les objets sont arrivés au Bénin par avion le 10 novembre 2021.

## Description
En 1894, Guy Tomel décrivait les bas-reliefs avec quelques réserves quant à leur valeur artistique (selon lui, il ne faut pas y chercher « une grande pureté de lignes ni un goût attique »). Il note cependant que les objets représentés le sont « avec assez d'exactitude » et que leurs couleurs très vives « donnent à l'ensemble un aspect des plus pittoresques ».
Dans l'intervalle, les sites royaux d'Abomey ont obtenu une large reconnaissance avec leur inscription sur la liste du patrimoine mondial. L'exposition Artistes d'Abomey, en 2009-2010, a également permis de mettre en avant les créateurs, jusque là relégués dans l'anonymat. Plus généralement, la critique d'art africaine contemporaine propose une déconstruction et une réappropriation de la notion d'art africain en s'affranchissant des regards étrangers. 
Les quatre portes sont semblables dans leur conception. Le poids de chacune est compris entre 23 et 28 kg. Sa hauteur varie entre 168 et 173 cm, sa largeur entre 94 et 109 cm. L'épaisseur est d'environ 5-7 cm. Chaque porte est constituée de deux registres (panneaux) ornés de bas-reliefs en bois polychrome. Les motifs sculptés sont fixés à la porte par des chevilles et des clous.
Les deux battants de la première double porte ne se distinguent que par l'orientation différente du cheval sur le panneau supérieur. Les éléments décoratifs constituent autant d'hommages à plusieurs rois d'Abomey. Ainsi la grenouille placée sur les coins de chaque registre est l'emblème qui renvoie à Glélé, de même que l'antilope tachetée (son esprit protecteur, le joto) et le calao. L'éléphant, le cheval, le sabre et le marteau évoquent Ghézo, tandis que le nez et les yeux humains font référence à Tegbessou. Une récade, le couteau du migan de Kpengla et un fusil complètent l'ensemble.

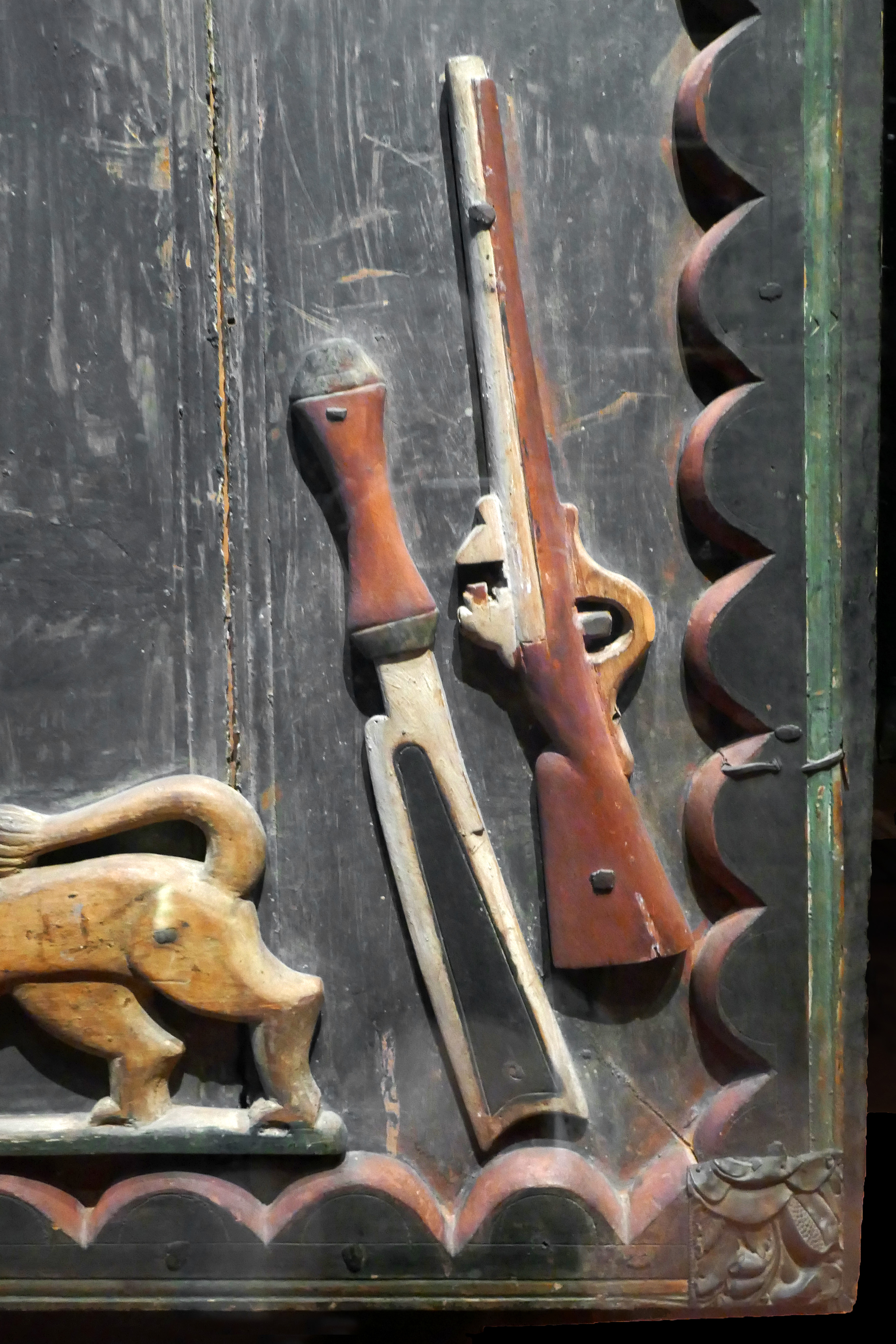
Porte du palais royal d'Abomey-N° 71.1893.45.7-Musée du Quai Branly (10).

Les panneaux supérieurs de la seconde double porte mettent en scène un caméléon marchant sur un fil tendu entre la lune et le soleil. C'est le symbole de la divinité Lisa. Récades, sabres et fusils encadrent les motifs centraux du panneau inférieur, le serpent « queue-en-gueule » et le lion royal. Également très semblables à l'origine, ils paraissent différents car des éléments sont manquants. Selon Tomel, « sur l'une des portes le serpent a été détaché – il manquait, paraît-il, dès l'époque de la conquête, – et l'on peut voir à la place qu'il occupait, dans toute sa fraîcheur, la couleur bleue qui couvrait le fond de la porte ».